# Élections générales néo-brunswickoises de 1982
L'élection générale néo-brunswickoise de 1982, aussi appelée la 50e élection générale, a lieu le 12 octobre 1982 afin d'élire les membres de la 50e législature de l'Assemblée législative du Nouveau-Brunswick, au Canada.
Le Parti progressiste-conservateur remporte une majorité de 39 sièges tandis que l'opposition officielle est formée par le Parti libéral, avec 18 sièges, tandis que le Nouveau Parti démocratique parvient à faire élire son premier député, Bob Hall.